# JD・シカリング
ジョン・デイヴ・"JD"・シカリング（John Dave "JD" Schickerling、1995年5月9日 - ）は、ユナイテッド・ラグビー・チャンピオンシップ、ストーマーズに所属するラグビー選手。

## プロフィール
- 南アフリカ共和国カルビニア出身。
- ポジションはロック(LO)。
- 身長203cm、体重119kg
- U20南アフリカ代表に選ばれたことがある[1]。

## 略歴
南アフリカのクラブチーム ウェスタン・プロヴィンス、ストーマーズを経て、2021年、コベルコ神戸スティーラーズに加入。
2022年1月8日に行われたJAPAN RUGBY LEAGUE ONE第1節シャイニングアークス東京ベイ浦安戦にて先発出場で日本での公式戦初出場を果たした。
2023年、クボタスピアーズ船橋・東京ベイに加入。2024年5月退団。
2024年、ストーマーズに復帰。